# Hydrofluoride
Hydrofluoride ist ein  Sammelbegriff für die organisch-chemische Stoffklasse der Salze, die Fluorwasserstoff HF mit basischen organischen Verbindungen bildet. Hydrofluoride werden beispielsweise von Aminen, basischen Aminosäuren, Aminosäureestern und Alkaloiden gebildet. Es handelt sich um eine Untergruppe der Hydrohalogenide, zu denen auch die Hydrochloride, Hydrobromide und Hydroiodide gehören. 
Bei der Reaktion von organischen Diaminen mit überschüssigem Fluorwasserstoff entstehen Dihydrofluoride.

## Verwendung
Das in hochwertiger Zahnpaste am häufigsten benutzte Amin-Hydrofluorid ist N-Octadecyltrimethylendiamin-N,N,N-tris(2-ethanol)-dihydrofluorid (Olaflur). In Arzneimitteln zur Kariesprophylaxe ist zusätzlich das Amin-Hydrofluorid mit dem systematischen Namen 9-Octadecenylaminhydrofluorid (Dectaflur) enthalten.  Arzneistoffe mit basischen funktionellen Gruppen werden also als Hydrofluoride eingesetzt.

## Nomenklatur
Amin-Hydrofluoride werden umgangssprachlich nicht ganz korrekt auch Aminfluoride genannt.